# بينوكيو (فلم 2021)
بينوكيو (بالإنجليزية: Pinocchio) هو فيلم الرسوم المتحركة أميركي، شارك في تأليفها وإخراجها غييرمو ديل تورو، استنادًا إلى تصميم جريس بشكل قاتم من نسخته لعام 2002 من عام 1883 للرواية الإيطالية مغامرات الدمية بينوكيو من تأليف كارلو كولودي. وقد كتب من سيناريو ديل ديل وجريس غريملي وباتريك ماكهيل وماثيو روبينز وقصة ديل تورو وروبنز. يصادف الفيلم الظهور الأول لفيلم رسوم متحركة طويل من فيلم جييرمو ديل تورو. يتألق فيها أصوات إيوان مكجريجور ورون بيرلمان وتيلدا سوينتون وكريستوف والتز وديفيد برادلي.

## موسيقى
نيك كيف هو الملحن الموسيقي للفيلم.

## إصداره
في 6 نوفمبر 2018 حددت نتفليكس تاريخ إصدار الفيلم لعام 2021.

## وصلات خارجية
- مقالات تستعمل روابط فنية بلا صلة مع ويكي بيانات